# Симионешти (Њамц)
Симионешти (рум. Simionești) насеље је у Румунији у округу Њамц у општини Кордун. Oпштина се налази на надморској висини од 201 m.

## Становништво
Према подацима из 2002. године у насељу је живело 862 становника, од којих су сви румунске националности.